# Martin Henriksson
Hans Martin Knut Henriksson (ur. 30 października 1974 w Göteborgu) – szwedzki muzyk, gitarzysta, kompozytor i basista najbardziej znany jako członek zespołu Dark Tranquillity.
Henriksson był jednym z założycieli Dark Tranquillity. Z początku grał na gitarze basowej jednak po odejściu Fredrika Johanssona, przerzucił się na gitarę elektryczną. Był również jednym z głównych kompozytorów utworów. Będąc w Dark Tranquillity grał zarówno melodie jak i rytmy w momencie kiedy to drugi gitarzysta, Niklas Sundin grał większość solówek, aczkolwiek są utwory, w których to Henriksson grał partie solowe (np. "Focus Shift" czy "Lost to Apathy").
Na wydanym w 2013 roku albumie Construct po raz pierwszy od płyty Projector, Henriksaon zagrał na basie. Ostatecznie w 2016 roku zakończył współpracę z Dark Tranquillity twierdząc iż stracił pasję do grania muzyki.
Henriksson grał na gitarach firmy Gibson. Na scenie używał modeli: Explorer i Gibson Les Paul Studio Lite. Wcześniej używał przedwzmacniaczy Rocktron Prophesy, ale po trasie Damage Done wraz z Niklasem Sundinem zaczęli używać wzmacniaczy Peavey 5150 i Mesa/Boogie Dual Rectifier oraz procesorów modelujących Behringer V-AMP 2 PRO.

## Diskografia
Dark Tranquillity
- Skydancer (1993)
- Of Chaos and Eternal Night (1995, EP)
- The Gallery (1995)
- Enter Suicidal Angels (1996, EP)
- The Mind’s I (1997)
- Projector (1999)
- Haven (2000)
- Damage Done (2002)
- Lost to Apathy (2004, EP)
- Character (2005)
- Fiction (2007)
- We Are the Void (2010)
- Construct (2013)